# Karom

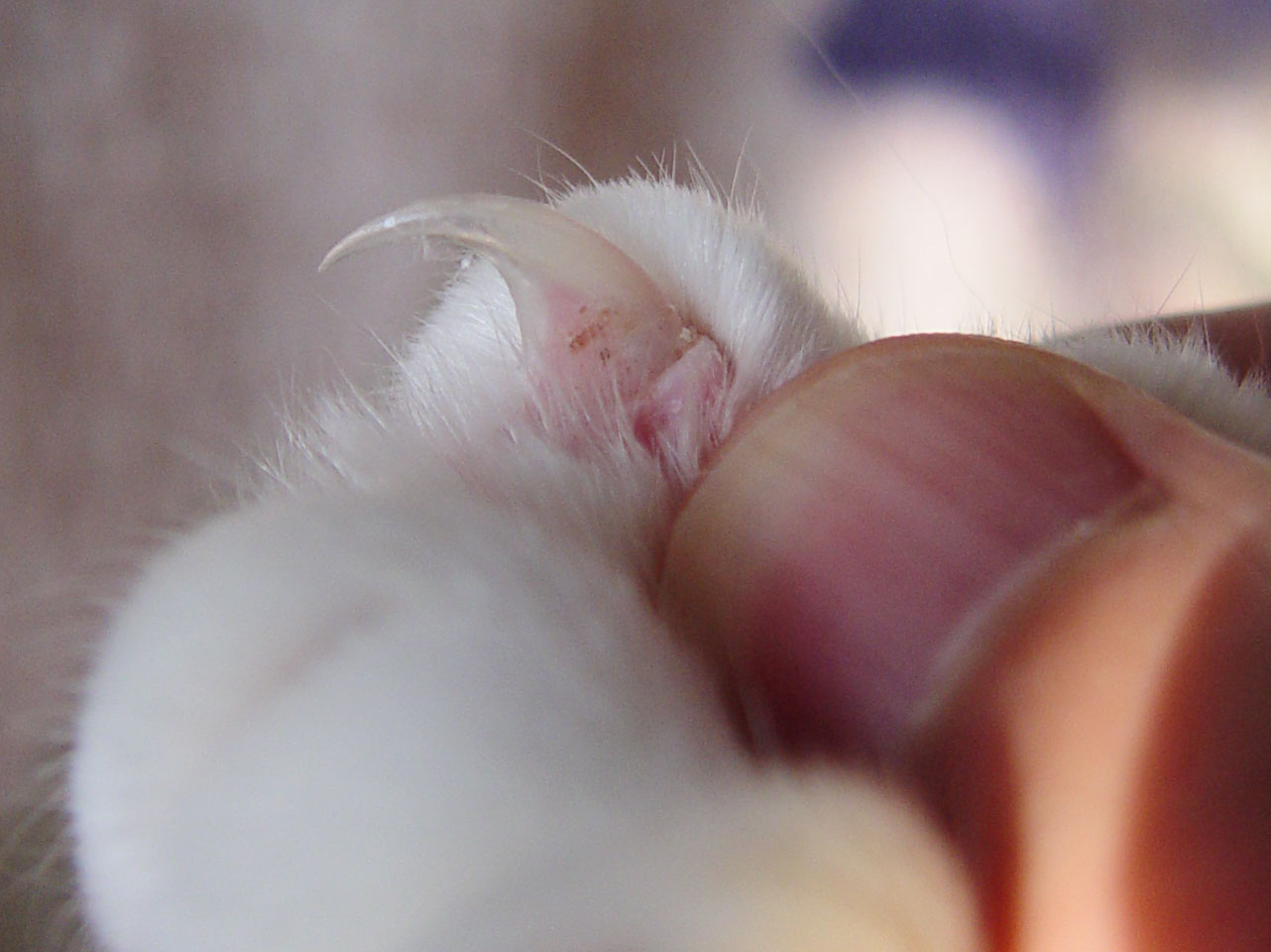
Egy macska visszahúzható karma

A karom egy görbe, hegyes függelék, horgas szaruképlet, amely a legtöbb emlős és madár, valamint egyes hüllők ujjainak vagy lábujjainak végén található. Ehhez hasonló struktúrák helyezkednek el az ízeltlábúak, például a bogarak és a pókok lábainak vagy lábtöveinek végén is, melyek megragadják a felületet, amin az állat mászik.
A karom megszilárdult fehérjéből, úgynevezett szaruból (avagy keratinból) áll. A karmokat az olyan húsevő emlősök, mint a macskák és a kutyák a zsákmány megragadására használják, de emellett ásásra, famászásra és más célokra is szolgálhatnak.
A hasonló, de lapos és lekerekített végű függelékeket körömnek nevezik.

## Ízeltlábúak
Az ízeltlábúak karma az úgynevezett olló (chela vagy többes számban chelae). A lábaikon ollókat viselő ízeltlábúakat ollóslábúaknak nevezik.

## Négylábúak

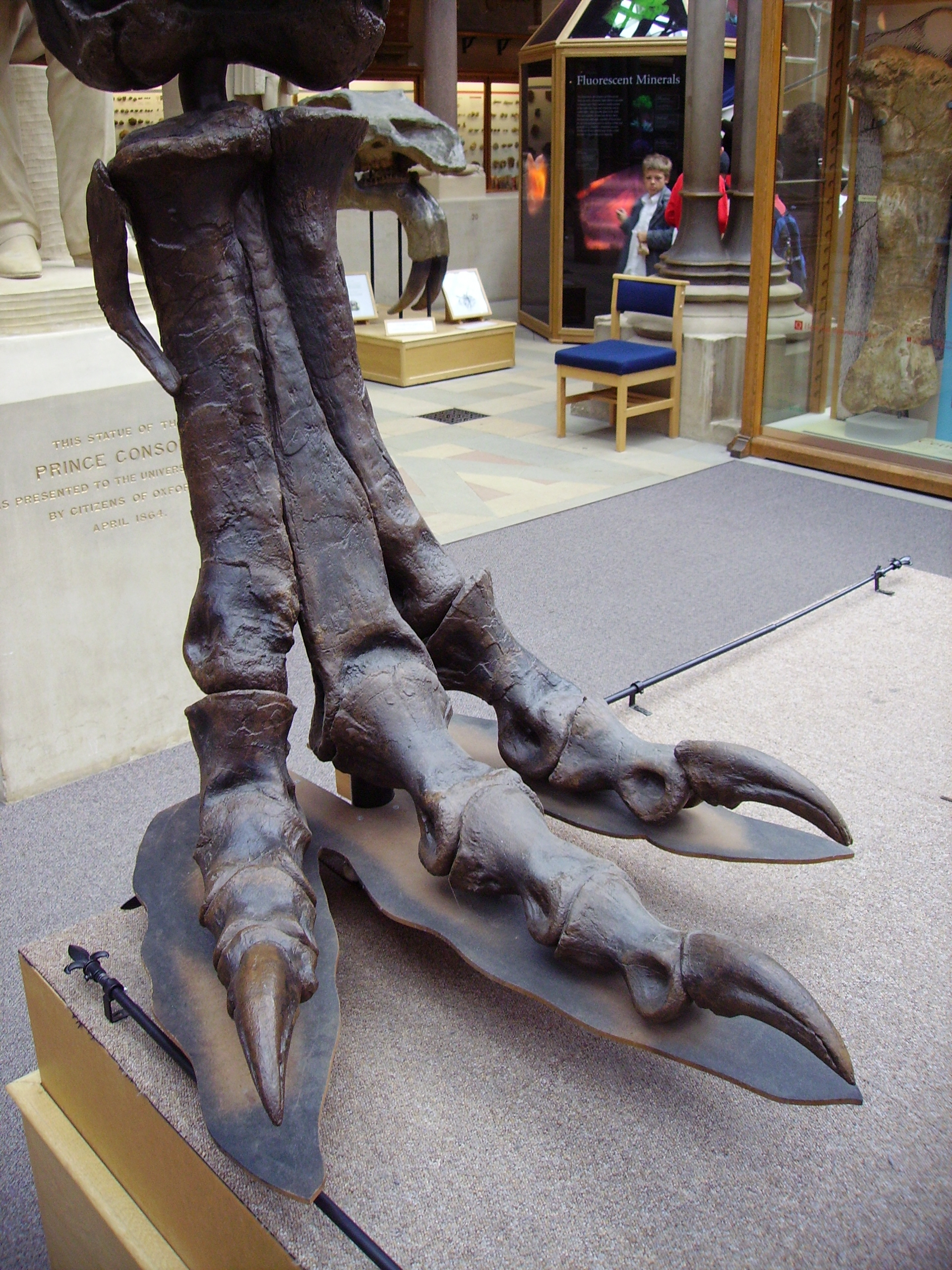
A Tyrannosaurus karmai a legnagyobb ismert karmok közé tartoznak

A négylábúak (Tetrapodák), keratinból álló karmai két réteget alkotnak. Az unguis a keményebb, külső réteg, amely a növekedési irányra merőleges, egymásra ferdén rétegelt keratinszálakból áll. A subunguis a lágyabb, pelyhes alsó réteg, melynek erezete a növekedési iránnyal párhuzamos. A karom az unguis aljánál levő körömcsírából nő ki, a subunguis pedig a körömágy mentén egyre vastagabbá válik. Az unguis gyorsabban növekszik, mint a subunguis, ezért a karom hajlott és vékony oldalai hamarabb elkopnak, a középső, vastagabb résznél, egy többé-kevésbé hegyes véget hozva létre. A négylábúak a karmaikat sokféle célra használják, legtöbbször a zsákmány megragadására vagy megölésére, ásásra, mászásra és függeszkedésre.

### Madarak
A ragadozó madarak karmai elsősorban ölésre szolgálnak. Nagyon fontosak; nélkülük a legtöbb madár képtelen megragadni a táplálékát.

### Emlősök

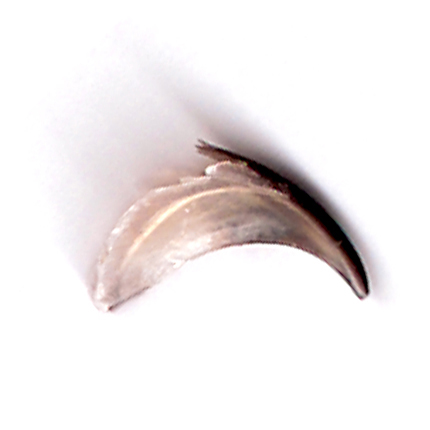
Egy macskakarom burka

A köröm homológ a karommal, de laposabb és a vége nem hegyes, hanem lekerekített. A súly megtartására is alkalmas körmöt patának nevezik. (Habár a párosujjú patások hasított patájának egyik oldala szintén nevezhető karomnak.)
A karom növekedése a hajéhoz hasonlóan gyakran megáll, majd újraindul. Egy hajszálnál ez kihullást és új szál kinövését eredményezi. A karmok esetében egy abszcissziós réteg jön létre, a régi szegmens pedig letörik. Az ember hüvelykujj körmeinél ez több hónapig tart. A macskák karmainak elhullajtott rétegei gyakran találhatók meg a karomélesítésre használt fák vagy deszkák mellett. A patákat a földdel való érintkezés koptatja, de a háziasított lófélék (lovak, szamarak és öszvérek) patáit egy patkolókovácsnak rendszeresen meg kell kurtítania, mivel kevesebbet érintkeznek a kemény talajjal.
Több ragadozó emlős visszahúzható, részben az állat mancsába rejthető karmokkal rendelkezik; ez különösen a macskafélék családjára érvényes, melynek szinte valamennyi tagjára jellemző ez a tulajdonság.

#### Főemlősök
A főemlősök körme csak unguisból áll, a subunguis rész hiányzik. Ahogyan a farok, a karom sem szükséges az ebbe a csoportba tartozó majmok számára. Egyes példányoknál azonban a subunguis mégis visszafejlődött, egy karomszerű struktúrát alkotva. Ezeknek az állatoknak nincsenek igazi karmaik, viszont a szokványosnak tűnő unguishoz egy megvastagodott subunguis tartozik. Egyes félmajmok azonban kivételt képeznek, ugyanis tisztálkodó karommal rendelkeznek.

## Fordítás
- Ez a szócikk részben vagy egészben  a   Claw című angol Wikipédia-szócikk ezen változatának fordításán alapul.  Az eredeti cikk szerkesztőit annak laptörténete sorolja fel. Ez a jelzés csupán a megfogalmazás eredetét és a szerzői jogokat jelzi, nem szolgál a cikkben szereplő információk forrásmegjelöléseként.